# 台鳳
台鳳股份有限公司（英語：Typhone Inc.，簡稱：台鳳），是台灣的農產食品公司，以生產及銷售鳳梨產品而著名。由於擁有諸多地皮，也經營休閒旅遊和房地產等多角化事業。

## 簡史
- 大正2年（1913年），日本人在台灣成立「台灣鳳梨株式會社」。
- 大正11年（1922年），岡村庄太郎在高雄市三塊厝設立「台灣製罐株式會社」，後改名為「東洋製罐株式會社高雄工場」。
- 昭和10年（1935年），台灣鳳梨株式會社與東洋製罐株式會社高雄工場合併為「台灣合同鳳梨株式會社」。
- 昭和11年（1936年），台灣合同鳳梨株式會社與「台灣鳳梨拓殖株式會社」合併，改名為「台灣合同鳳梨株式會社」。
- 1945年，台灣合同鳳梨株式會社改名為「大鳳興農株式會社」。
- 1947年4月22日，台灣省政府農林處（後改為台灣省政府農林廳）將各地接收的農產業公司合併成立「台灣省農林股份有限公司」，下轄「茶葉分公司」、「鳳梨分公司」、「水產分公司」與「畜牧分公司」[1]。
- 1955年，台灣省農林股份有限公司鳳梨分公司獨立為「台灣鳳梨股份有限公司」，首任董事長為謝成源。
- 1962年4月4日，台灣省政府物資局接收台灣鳳梨股份有限公司高雄食品廠。
- 1982年，台灣鳳梨股份有限公司改名為「台鳳股份有限公司」。
- 1999年，台鳳尋求轉型而與德國福斯汽車簽約，成為福斯汽車台灣總代理。
- 2000年，台鳳股票在台灣證券交易所上市（股票代號1206）以後股價最高曾達新台幣257元，卻因為炒股票疑雲使公司經營狀況江河日下，終於在本年度以每股新台幣9.15元正式下市[2]。

## 台鳳案
1990年代，台鳳因本業農產於全球化競爭下逐漸失去競爭力，遂尋求轉型。當時台鳳董事長黃宗宏利用台鳳擁有的多筆土地，轉型土地開發與房地產炒作，配合自家股票炒作增值的一種循環型金融遊戲當成主要營收來源；由於此種模式需要市場持續地樂觀拉抬氣氛與資金投入來維持模式運轉，黃宗宏逐漸開始熱衷經營政商人脈吸金投資台鳳股票或開發案，一度號稱身價超過新台幣1,500億元。
1997年，黃宗宏聯合股市聞人黃任中等人炒作台鳳股票，帶動台鳳股價自當年10月起從新台幣66元一路狂飆近10個月，並在1998年7月8日飆上新台幣257元的高價，漲幅達289％；台鳳股票的總市值一舉衝到新台幣1,524億元，成為當時台灣第十大市值的股票上市公司。
1999年，黃宗宏透過李玉惠夫婦邀集十多位司法界官員參加宴會，結識擴充人脈並遊說這些官員投資，席間並保證利益輸送：參加買股，賺錢算自己，賠錢由黃來賠。不料因為亞洲金融風暴的後續影響，台鳳股票之後幾週出現市場因素性意外巨量下跌，導致諸多參與其金錢遊戲的政商名流因虧損引發不滿與內鬨；該場宴會也爆上新聞版面為外界所知，並遭到當局調查，被稱為「鳳梨宴」或「台鳳案」。
2003年，黃宗宏被判有期徒刑6年、併科罰金新台幣2億元，其他諸多涉案官員也被判刑。台鳳案後，黃宗宏的金錢遊戲模式逐漸崩潰，且投資福隆海水浴場和日本仙人掌樂園也都營收慘淡拖累本業，台鳳股票也因而下市。之後並牽扯出當時中興銀行超額貸款給台鳳子公司新台幣數十億元作為炒作台鳳股票的籌碼，使台鳳股價自每股新台幣70多元飆漲至新台幣250多元的中興銀行超貸案。
2004年，台鳳位於台北市重慶南路一段的總部「台鳳大樓」（今「松麟企業大樓」）遭法院第三輪第四拍，玫瑰大眾唱片董事長白錦松以新台幣6億元買下台鳳大樓所包含的整個地號、建物及地下樓全部產權。
2007年10月5日，中華民國最高法院依《中華民國刑法》「業務侵占罪」判處黃宗宏有期徒刑8年6月、褫奪公權4年、併科罰金新台幣3億元定讞，但黃宗宏從此匿跡；同年，黃宗宏在八斗子漁港意圖偷渡逃亡被捕，身上只剩人民幣1萬元，並有地下錢莊債務新台幣數億元在外。2013年4月30日，涉及中興銀行超貸案服刑5年半的黃宗宏獲得假釋走出台北監獄，表示「感謝」法務部核准假釋，為他的案件造成社會不安公開道歉。

## 相關
- 鳳屏大學籌設案

## 外部連結
- 台鳳股份有限公司